# Perochirus ateles
Perochirus ateles Duméril, 1856 è un piccolo sauro della famiglia Gekkonidae.

## Distribuzione
L'animale è diffuso nelle isole Marianne, negli Stati Federati di Micronesia (presenza rilevata in circa un terzo delle isole) e nelle Marshall. È altresì attestata la sua presenza in Giappone (isole Minami Torishima e Minami Iouzima).
La specie era ben diffusa anche a Guam ma si è estinta a seguito dell'introduzione del serpente Boiga irregularis che ne ha azzerato la popolazione con la predazione.

## Habitat
Il suo habitat principale è la foresta degli atolli, si tratta di una specie prevalentemente arboricola che spesso trova rifugio sotto gli strati di corteccia secca degli alberi o sulle grosse foglie di palma; tuttavia la presenza dell'animale è stata ben documentata anche in luoghi di insediamento umano, soprattutto lungo i muri degli edifici.